# José Bueno Conti
José Bueno Conti (* 1937 in Atibaia, São Paulo; † Mai 2024) war ein brasilianischer physischer Geograph, der sich besonders mit dem Klima Brasiliens befasste. Er leugnete, dass der Mensch überregional in das Klima eingreifen kann.

## Biografie
Conti, Enkel italienischer Immigranten, wuchs in Atibaia auf; sein Zwillingsbruder Antonio ist Arzt. Er promovierte 1973 bei Carlos Augusto de Figueiredo Monteiro am Instituto de Geografia der Faculdade de Filosofia, Letras e Ciências Humanas da Universidade de São Paulo mit einer Arbeit über „Sekundärzirkulation und orographischen Einfluss auf die Niederschlagsgenese in der ostnordwestlichen Region von São Paulo“ (Circulação secundária e efeito orográfico na gênese das chuvas na região lesnordeste paulista), veröffentlicht 1975. 1995 habilitierte (livre-docência) er am Geographischen Institut der Universität São Paulo mit einer Arbeit über die Desertifikation der Região Nordeste. Ab 1997 war er dort Vollzeitprofessor (Professor titular) für Physische Geographie.
Conti unterzeichnete 2012 mit 18 brasilianischen Wissenschaftlern einen offenen Brief an Präsidentin Dilma Rousseff, der „den Alarmismus der Umweltbewegung“ kritisierte. Für Conti greift der Mensch zwar in das Klima ein, aber nur lokal, vor allem in städtischen Gebieten: „Klimaänderungen auf globaler Ebene werden von viel größeren Faktoren bestimmt, zum Beispiel astrophysikalischer, geologischer und insbesondere Sonnenstrahlung, die im größeren Maßstab die Hauptursache für den Klimawandel auf dem Planeten ist“ (Zitat Conti).

## Schriften (Auswahl)
- Condições climáticas de região das águas de São Pedro (SP). Reihe Caderno de ciéncias da terra, Band 11. Universidade de São Paulo, Instituto de Geografia, 1971. OCLC 837831543
- Circulação secundária e efeito orográfico na gênese das chuvas na região lesnordeste paulista. Universidade de São Paulo, Instituto de Geografia, 1975. OCLC 21780028
- Estado de São Paulo, ocorrência do granizo (1944–1974). Karte. São Paulo 1978?. OCLC 9044183
- Desertificação nos trópicos: proposta de metodologia de estudo aplicada ao nordeste brasileiro. São Paulo, 1995. OCLC 46758883
- A geografia física e as relações sociedade/natureza no mundo tropical. São Paulo: Humanitas, 1997, ISBN 978-85-86087-12-7

Rezension: Gevson Silva Andrade, João Paulo Gomes de Vasconcelos Aragão: Geografia sem “desvinculações”: as relações homem-natureza em Conti. In: Mercator – Revista de Geografia da UFC, Band 10, Nr. 22, Mai–August 2011, S. 233–235 doi:10.4215/RM2011.1022.0015
- Beitrag in: Maria Adélia Aparecida de Souza (Hrsg.): O intelectual e o dever da crítica. Festschrift für Milton Santos. São Paulo: Humanitas/FFLCH/USP, 1998, ISBN 978-85-86087-40-0
- A Geografia Física e as Relações Sociedade/Natureza no Mundo Tropical. In: Ana Fani Alessandri Carlos (Hrsg.): Novos Caminhos da Geografia. São Paulo: Contexto, 1999, S. 9–26. ISBN 978-85-7244-106-3
- Ecoturismo: Paisagem e Geografia. In: Adyr Balastreri Rodrigues (Hrsg.): Ecoturismo no Brasil: possibilidades e limites. São Paulo: Contexto, 2003, S. 59–69. ISBN 978-85-7244-228-2
- Metrópole do Trópico Úmido. In: Ana Fani Alessandri Carlos, Ariovaldo Umbelino de Oliveira (Hrsg.): Geografia de São Paulo – Representação e Crise da Metrópole. São Paulo: Contexto, 2004, S. 157–170. ISBN 978-85-7244-274-9
- Clima e Meio Ambiente. Atual Didático, São Paulo 1998. 7. Auflage, 2014, ISBN 978-85-357-1375-6
- Os problemas geográficos da industrialização no Brasil. Reihe Geografia das Indústrias, 3. OCLC 1019671979